# Gérard Lebrun
Gérard Lebrun (Paris, 7 de fevereiro de 1930 — Paris, 10 de dezembro de 1999) foi um filósofo, professor universitário e historiador da filosofia francês.

## Biografia
Nasceu em Paris em 1930 e formou-se em filosofia pela Sorbonne, começando sua carreira como professor no liceu franco-muçulmano de Argel (1955-1959) e posteriormente lecionando no liceu de Rennes (1959-1960). Com a saída de Gilles-Gaston Granger da cátedra de filosofia mantida pelo governo francês no Departamento de Filosofia da Universidade de São Paulo em 1960, Lebrun foi convidado a ocupar o cargo até 1966. Após esse período, retorna à França para terminar seus estudos e assumir o posto de professor no Departamento de Filosofia da Universidade de Provence Aix-Marseille I. Defendeu seu doutorado sob orientação de Georges Canguilhem em 1970, tendo por tese principal Kant e o fim da metafísica, em que trata da Crítica da faculdade de julgar, de Kant. Como tese secundária, produz A paciência do conceito, ensaio sobre a filosofia de Hegel. Retomou o vínculo com o Brasil em 1973, lecionando durante seis anos na USP e alternando, a partir de 1980, os semestres letivos entre Aix-en-Provence e São Paulo, até a década de 1990.

A propósito de sua ligação com a cidade de São Paulo, além de ter recebido o título de cidadão paulistano pela Câmara Municipal de São Paulo, diz no livro Passeios ao Léu:
Cada vez que regresso da Europa, que troco de avião no Rio e, meia hora depois vejo aparecerem os edifícios de São Paulo, vem-me a convicção de que Aristóteles, com a noção de 'lugar natural', forjou um conceito essencial a mais.
Nos períodos em que esteve em São Paulo, ajudou a formar e manteve contato com figuras proeminentes da filosofia uspiana, como José Arthur Giannotti, Bento Prado Jr., Marilena Chauí, Renato Janine Ribeiro, dentre outros, deixando um grande legado e influência na filosofia paulista e na formação do Departamento de Filosofia da USP. Bento Prado Jr, em avaliação da formação do Departamento de Filosofia da USP e do impacto da chegada de Lebrun em São Paulo diz:
Sem mudar de imaginação, mudei de estilo. No que vim a ser auxiliado, ao retornar ao Brasil em 63, por Gérard Lebrun, que pouco tinha de sartriano. Mas que parecia reunir tudo o que havia de melhor em meus mestres de alguns anos atrás: a ironia de Cruz Costa e sua irreverência em relação ao establishment filosófico, com sua ponta de ceticismo ou de nihilismo; o estilo filológico de Lívio Teixeira ou sua cultura historiográfica; a elegância da escrita ensaística de Gilda de Mello e Souza e sua familiaridade com a cultura viva; a atenção voltada à epistemologia das ciências humanas e ao pensamento político, de José Arthur Giannotti e Ruy Fausto. As filosofias da Maria Antônia começaram a passar, em 1960, por um novo filtro. Com Gérard Lebrun iniciava-se uma nova era na filosofia em São Paulo.
Além dessa importância no Brasil, também obteve reconhecimento na França por ter sido parte de uma geração de filósofos franceses que consolidou a pesquisa em história da filosofia. Faleceu em 10 de dezembro de 1999, possivelmente vítima de um aneurisma cerebral. Sua irmã Danièle Lebrun é uma atriz francesa.

## Envolvimento com pedofilia
Em 1996, apenas três anos antes de sua morte, pesava contra Lebrun uma acusação de pedofilia. A polícia prendera um gari desempregado que possuía fotos ensaiadas de duas meninas de 7 e 9 anos nuas. Segundo o gari, as fotos foram encomendadas por Lebrun. Em apoio à sua versão, o gari tinha uma carta de Lebrun enviada da França, na qual concordava que era uma má ideia enviar as fotos pelo correio. Afirmava Lebrun: "Concordo 100% com a não expedição; seria burrice. [...] A gente pensa numa versão fim de século de Chapeuzinho Vermelho, desta vez com pressa de atender ao lobo e deixando o bicho estudar o cardápio."